# 19e brigade de missiles
Pour les articles homonymes, voir 19e brigade.
La 19e brigade de missiles « Sainte-Barbe » (en ukrainien : 19-та ракетна бригада «Свята Варвара», abrégé en 19 РБр ; numéro d'unité militaire А4239) est une grande unité des troupes d'artillerie des Forces terrestres ukrainiennes.
Basée en temps de paix à Khmelnytskyï, la brigade a la particularité d'être équipée de missiles balistiques ; elle est directement subordonnée à l'état-major général.

## Historique
La filiation de l'unité remonte à la 19e division de missiles des Forces armées soviétiques. Créée en décembre 1960, elle comportait alors trois régiments armés avec des MRBM R-12 (SS-4 pour l'OTAN, 2 000 km de portée) et un avec des R-14 (SS-5, 4 000 km). Il s'agissait d'une des huit divisions armées de missiles à têtes nucléaires de la 43e armée de missiles (basée à Vinnytsia) des Forces des missiles stratégiques.
En 1968, la division est réarmée avec des ICBM UR-100 (SS-11, 10 000 km de portée) installés dans 60 silos (six régiments) puis 90 (neuf régiments) dispersés autour de Khmelnytskyï. En 1973-1975, nouvelle modernisation avec des UR-100N (SS-19, mirvés à six ogives), puis en 1979-1983 avec des UR-100NU (SS-19 3e modèle). Le passage sous contrôle ukrainien a comme conséquences le désarmement des installations, le démantèlement des ICBM et l'enfouissement des silos de 1994 à 1999.
La 19e brigade est mise sur pied le 9 novembre 1997, reprenant les titres honorifiques de l'ancienne division : « de Zaporijjia » (Запорізької) et des ordres du Drapeau rouge, de Souvorov et de Koutouzov en double. L'armement est désormais composé de missiles balistiques tactiques OTR-21 Totchka (SS-21, 100 km de portée) et quelques R-17 (SS-1c Scud), organisés en trois divisions de quatre lanceurs chacune. Depuis la dissolution de la 1re division de missiles (uk) en 2004, la 19e brigade est la seule unité ukrainienne armée de missiles balistiques.
Des détachements de la brigade sont engagés dans la guerre du Donbass, tirant une centaine de missiles balistiques, la première fois le 16 juillet 2014 pour les combats de Chakhtarsk et Saour-Mogyla ; lors de l'évacuation d'Ilovaïsk, c'est toute une division de la brigade qui assure des tirs sur demande.
Le 5 décembre 2019, la brigade, qui a perdu dans le cadre de la décommunisation de 2015-2016 ses titres honorifiques hérités de la période soviétique, reçoit en remplacement le nom de sainte Barbe (la sainte patronne des artilleurs). Le 22 janvier 2020, est organisée la cérémonie de remise de ses nouveaux drapeaux (un par unité) à l'effigie de la sainte sur deux canons croisés, ainsi que son écusson au scorpion noir (sa queue se terminant par un missile) sur fond rouge (la couleur de l'artillerie ukrainienne), le tout béni par le métropolite de Khmelnytskyï.
Au début de l'invasion de l'Ukraine par la Russie, la 19e brigade se signale dès le 26 février 2022 par une frappe de missiles OTR-21 Totchka sur la base aérienne de Millerovo près de Rostov, détruisant au moins un Soukhoï Su-30 ; puis le 1er mars par un autre missile qui frappe la base aérienne Taganrog-Central, touchant un Iliouchine Il-76 ; enfin le 24 mars par le tir d'un missile sur le port de Berdiansk, coulant le navire de débarquement russe Saratov.
Le 28 juillet 2023, la brigade reçoit la distinction Pour le Courage et la Bravoure. En septembre 2023, les unités de la brigade sont localisées un peu en arrière du front, à l'ouest-nord-ouest de Velyka Novossilka.

## Structure
Depuis 2017, la structure de la brigade est la suivante :
- batterie du QG ;
- 1re division de missiles (1-й ракетний дивізіон[8] ; armée d'OTR-21 Totchka-U et de BM-30 Smertch) ;
- 2e division de missiles (OTR-21 Tochka-U) ;
- 3e division de missiles (OTR-21 Tochka-U) ;
- 4e division de missiles (OTR-21 Tochka-U) ;
- division d'entraînement aux missiles ;
- 7e bataillon de protection (ex 7e bataillon de défense territoriale, formé en mai 2014 à Khmelnytskyï, renommé 7e d'infanterie motorisée en novembre 2014 et intégré à la brigade) ;
- bataillon de reconnaissance d'artillerie (pour l'acquisition de cibles) ;
- compagnie du génie (pour la préparation des positions de tir) ;
- compagnie de maintenance ;
- compagnie de logistique (notamment le transport des munitions) ;
- compagnie de transmissions ;
- compagnie de radar (pour les tirs de contrebatterie) ;
- compagnie médicale (soins et évacuation) ;
- peloton de protection NBC[9].